# Crexa
Crexa is een geslacht van vlinders van de familie spinners (Lasiocampidae).

## Soorten
- C. acedesta Turner, 1911
- C. dianipha Turner, 1911
- C. epipasta Swinhoe
- C. fola (Swinhoe, 1902)
- C. hyaloessa Turner, 1902
- C. macqueeni Turner, 1936
- C. macroptila Turner, 1911
- C. punctigera (Walker, 1855)
- C. rhonda Swinhoe
- C. subnotata (Walker, 1869)